# Заліщицька міська рада
Залі́щицька міська́ ра́да — адміністративно-територіальна одиниця та орган місцевого самоврядування в Чортківському  районі Тернопільської області. Адміністративний центр — місто Заліщики.

## Загальні відомості
- Територія ради: 7,16 км²
- Населення ради: 9 417 осіб (станом на 1 січня 2013 року)
- Територією ради протікає річка Дністер.

## Населені пункти
Міській раді підпорядковані населені пункти:
- м. Заліщики

## Склад ради
Рада складається з 25 депутатів та голови.
- Голова ради: Дрозд Іван Петрович
- Секретар ради: Лисак Уляна Володимирівна

### Керівний склад попередніх скликань
| Прізвище, ім'я, по батькові      | Основні відомості                                               | Дата обрання | Дата звільнення |
| -------------------------------- | --------------------------------------------------------------- | ------------ | --------------- |
| Бенев'ят Володимир Станіславович | Міський голова, 1957 року народження, освіта вища               | 26.03.2006   | 31.10.2010      |
| Бенев'ят Володимир Станіславович | Міський голова, 1957 року народження, освіта вища, безпартійний | 31.10.2010   |                 |

Примітка: таблиця складена за даними сайту Верховної Ради України

### Депутати
За результатами місцевих виборів 2010 року депутатами ради стали:

#### За суб'єктами висування
| Суб'єкт висування                                       | Кількість обраних депутатів | %    |
| ------------------------------------------------------- | --------------------------- | ---- |
| Політична партія Всеукраїнське об'єднання «Батьківщина» | 11                          | 34,4 |
| Політична партія Всеукраїнське об'єднання «Свобода»     | 5                           | 15,6 |
| Політична партія «Фронт Змін»                           | 5                           | 15,6 |
| Демократична партія України                             | 3                           | 9,4  |
| Партія «Реформи і порядок»                              | 3                           | 9,4  |
| Партія регіонів                                         | 2                           | 6,3  |
| Політична партія «Наша Україна»                         | 2                           | 6,3  |
| Українська Народна Партія                               | 1                           | 3,1  |

#### За округами
| № округу                                                | Прізвище, ім'я, по батькові   | Дата визнання обраним | Освіта             | Партійна приналежність                        | Відомості про обраного депутата                                    |
| ------------------------------------------------------- | ----------------------------- | --------------------- | ------------------ | --------------------------------------------- | ------------------------------------------------------------------ |
| Демократична партія України                             |                               |                       |                    |                                               |                                                                    |
| б/м                                                     | Цимбалюк В'ячеслав Павлович   | 04.11.2010            | вища               | позапартійний                                 | м. Заліщики ЦКРЛ, лікар                                            |
| б/м                                                     | Білінський Ігор Іванович      | 04.11.2010            | вища               | позапартійний                                 | приватний підприємець                                              |
| 5                                                       | Сопилюк Михайло Васильович    | 04.11.2010            | вища               | член Демократичної партії України             | ВП НУБіПУ «Залі-щицький аграрний коледж», заступник директор       |
| Партія регіонів                                         |                               |                       |                    |                                               |                                                                    |
| б/м                                                     | Кидановський Олег Іванович    | 04.11.2010            | вища               | позапартійний                                 | Відділ містобудування, архітектури та ІБМ, завідувач               |
| б/м                                                     | Коцюба Ярослав Михайлович     | 04.11.2010            | середня спеціальна | позапартійний                                 | Державна інспекція захисту рослин в Заліщицькому районі, начальник |
| Партія «Реформи і порядок»                              |                               |                       |                    |                                               |                                                                    |
| 1                                                       | Долинчук Ростислав Степанович | 04.11.2010            | вища               | член Партії «Реформи і порядок»               | Заліщицька міська рада, юрисконсульт                               |
| 8                                                       | Гірник Роман Андрійович       | 04.11.2010            | вища               | член Партії «Реформи і порядок»               | приватний підприємець                                              |
| 11                                                      | Романко Андрій Романович      | 04.11.2010            | вища               | член Партії «Реформи і порядок»               | Заліщицьке ЖКП, інженер по техніці безпеки                         |
| Політична партія Всеукраїнське об'єднання «Батьківщина» |                               |                       |                    |                                               |                                                                    |
| б/м                                                     | Дашкін Дмитро Олександрович   | 04.11.2010            | вища               | член Всеукраїнського об'єднання «Батьківщина» | приватний підприємець                                              |
| б/м                                                     | Касперович Руслан Миколайович | 04.11.2010            | вища               | член Всеукраїнського об'єднання «Батьківщина» | приватний підприємець                                              |
| б/м                                                     | Івануц Олександр Якович       | 04.11.2010            | вища               | член Всеукраїнського об'єднання «Батьківщина» | Заліщицька ЦКРЛ, лікар-анестезіолог                                |
| б/м                                                     | Чорній Олег Романович         | 04.11.2010            | вища               | член Всеукраїнського об'єднання «Батьківщина» | ТзОВ «Рок-Сайд», майстер                                           |
| б/м                                                     | Гандзюк Віталій Васильович    | 04.11.2010            | вища               | член Всеукраїнського об'єднання «Батьківщина» | приватний підприємець                                              |
| 4                                                       | Заянчковська Леся Миколаївна  | 04.11.2010            | середня спеціальна | член Всеукраїнського об'єднання «Батьківщина» | пенсіонер                                                          |
| 6                                                       | Миронюк Степан Богданович     | 04.11.2010            | вища               | член Всеукраїнського об'єднання «Батьківщина» | Заліщицька міська рада, секретар ради                              |
| 7                                                       | Шкільнюк Олексій Іванович     | 04.11.2010            | вища               | член Всеукраїнського об'єднання «Батьківщина» | Дуплиська сільська рада, секретар                                  |
| 10                                                      | Бабінець Михайло Васильович   | 04.11.2010            | вища               | член Всеукраїнського об'єднання «Батьківщина» | приватний підприємець                                              |
| 12                                                      | Головецька Євгенія Йосипівна  | 04.11.2010            | вища               | член Всеукраїнського об'єднання «Батьківщина» | Дитячий садочок № 1 м. Заліщики, завідувачка                       |
| 15                                                      | Качор Любомир Петрович        | 04.11.2010            | вища               | член Всеукраїнського об'єднання «Батьківщина» | пенсіонер                                                          |
| Політична партія Всеукраїнське об'єднання «Свобода»     |                               |                       |                    |                                               |                                                                    |
| б/м                                                     | Іванишин Василь Дмитрович     | 04.11.2010            | середня спеціальна | член Всеукраїнського об'єднання «Свобода»     | пенсіонер                                                          |
| б/м                                                     | Федірко Ігор Володимирович    | 04.11.2010            | середня спеціальна | член Всеукраїнського об'єднання «Свобода»     | Заліщицька ДМШ, викладач                                           |
| б/м                                                     | Гаврилюк Галина Петрівна      | 06.11.2010            | вища               | позапартійна                                  | ЗОШ № 1, вчитель                                                   |
| 2                                                       | Якимчук Юрій Яремович         | 04.11.2010            | вища               | член Всеукраїнського об'єднання «Свобода»     | Заліщицька ЦКРЛ, фельдшер швидкої допомоги                         |
| 14                                                      | Гевко Оксана Володимирівна    | 04.11.2010            | вища               | член Всеукраїнського об'єднання «Свобода»     | ТзОВ «Здоров'я», лікар-консультант                                 |
| Політична партія «Наша Україна»                         |                               |                       |                    |                                               |                                                                    |
| б/м                                                     | Кривко Ігор Іванович          | 04.11.2010            | середня            | член Політичної партії «Наша Україна»         | приватний підприємець                                              |
| 9                                                       | Миронюк Тарас Васильович      | 04.11.2010            | середня спеціальна | член Політичної партії «Наша Україна»         | Заліщицька районна рятувально-водолазна станція, матрос            |
| Політична партія «Фронт Змін»                           |                               |                       |                    |                                               |                                                                    |
| б/м                                                     | Стойко Василь Мирославович    | 04.11.2010            | вища               | член Політичної партії «Фронт Змін»           | Заліщицька РДА, державний реєстратор                               |
| б/м                                                     | Чубірко Тетяна Федорівна      | 04.11.2010            | вища               | член Політичної партії «Фронт Змін»           | Заліщицька залізнична станція, начальник ж/д станції               |
| б/м                                                     | Саранчук Василь Васильович    | 04.11.2010            | середня спеціальна | член Політичної партії «Фронт Змін»           | ПП «Роксоланочка», менеджер                                        |
| 3                                                       | Кукурудзяк Валерій Іванович   | 04.11.2010            | середня спеціальна | член Політичної партії «Фронт Змін»           | приватний підприємець, директор                                    |
| 16                                                      | Чубірко Олександр Федорович   | 04.11.2010            | вища               | член Політичної партії «Фронт Змін»           | ТОВ «Натура», директор                                             |
| Українська Народна Партія                               |                               |                       |                    |                                               |                                                                    |
| 13                                                      | Король Михайло Іванович       | 04.11.2010            | середня спеціальна | член Української Народної Партії              | Заліщицьке райСТ, інженер                                          |